# 더 컷
더 컷(The Cut)은 러시아 연방에서 제작된 파티 아킨 감독의 2014년 드라마 영화이다. 타하르 라힘 등이 주연으로 출연하였다.

## 출연

### 주연
- 타하르 라힘
- 시몬 압카리언
- 마크람 코우리
- 힌디 자라

### 조연
- 커보크 말리키안
- 아킨 가지
- 조지 게오기우
- 코르크마츠 아르슬란

## 제작진
- 음향: 장 폴 뮤젤